# Poncarale
Poncarale là một đô thị thuộc tỉnh Brescia trong vùng Lombardia ở Ý. Đô thị này có diện tích 12 km², dân số 4135 người.
Đô thị này có các làng sau: Borgo Poncarale.
Đô thị này giáp với các đô thị sau: Bagnolo Mella, Borgosatollo, Capriano del Colle, Flero, Montirone, San Zeno Naviglio.